# 伯封
伯封（はくほう、拼音: bó fēng）は、古代中国の人物。后夔と玄妻のあいだの子。別表記は柏封、柏封叔。
『古今図書集成』によると、禹の時代に昭明という人物と共に暦を作るよう命じられた天官であったという。
豚のような貪欲な心を持っていたので「封豕」と呼ばれていた。その心ゆえ、あるいは政治上の対立ゆえに、后羿によって仲康三年に殺されてしまった。
『路史』夷羿伝では、同じく羿に殺された「封豨」や「封狐」との関係性が指摘されている。
『屈辞精義』では封狐と同一人物として扱われている。
古代の神々や人物を上上から下下までの九つに分類した『漢書』古今人表では「下中」に位置付けられている。